# Sourade
Sourade est une localité du Cameroun située dans l'arrondissement de Bogo, le département du Diamaré et la région de l’Extrême-Nord. Elle fait partie du canton de Guinelaye.

## Population
Lors du recensement de 2005, on y a dénombré 499 personnes, dont 238 hommes et 261 femmes.